# Cerebratulus subacutus
Cerebratulus subacutus är en djurart som tillhör fylumet slemmaskar, och som först beskrevs av William Stimpson 1857.  Cerebratulus subacutus ingår i släktet fläsknemertiner, och familjen Cerebratulidae. Inga underarter finns listade i Catalogue of Life.